# Jurua (geslacht)
Jurua is een kevergeslacht uit de familie van de boktorren (Cerambycidae). De wetenschappelijke naam van het geslacht werd voor het eerst geldig gepubliceerd in 1964 door Lane.

## Soorten
Jurua is monotypisch en omvat slechts de volgende soort:
- Jurua monachina (White, 1855)